# Niedermerz
Niedermerz is een plaats in de Duitse gemeente Aldenhoven, deelstaat Noordrijn-Westfalen, en telt 963 inwoners (2007).